# Marco Ferreira
Marco Júlio Castanheira Afonso Alves Ferreira (Vimioso, Vimioso, 12 de março de 1978) é um ex-futebolista português que atuava a meia ofensivo.
No início da época 2008/2009 rescindiu amigavelmente com o Benfica a ligação contratual.